# Milan Indoor 1991
Il Milan Indoor 1991 è stato un torneo di tennis giocato sul sintetico indoor. È stata la 14ª edizione del Milan Indoor, che fa parte della categoria World Series nell'ambito dell'ATP Tour 1991 e della categoria Tier II nell'ambito del WTA Tour 1991. Il torneo maschile si è giocato a Milano, Italia, dal 4 al 10 febbraio 1991; quello femminile dal 30 settembre al 6 ottobre.

## Campioni

### Singolare maschile
Aleksandr Volkov ha battuto in finale  Cristiano Caratti con il punteggio di 6–1, 7–5

### Singolare femminile
Monica Seles ha battuto in finale  Martina Navrátilová con il punteggio di 6–3, 3–6, 6–4

### Doppio maschile
Omar Camporese /  Goran Ivanišević hanno battuto in finale  Tom Nijssen /  Cyril Suk con il punteggio di 6–4, 7–6

### Doppio femminile
Sandy Collins /  Lori McNeil hanno battuto in finale  Sabine Appelmans /  Raffaella Reggi con il punteggio di 7–6, 6–3